# Chalezeule
Chalezeule település Franciaországban, Doubs megyében. Lakosainak száma 1326 fő (2022. január 1.). Chalezeule Montfaucon és Thise községekkel határos.

## Népesség
A település népességének változása:
| Lakosok száma | 699  | 812  | 944  | 1061 | 1247 | 1281 | 1292 | 1312 | 1323 | 1326 |
|               | 1968 | 1982 | 1990 | 2006 | 2013 | 2015 | 2017 | 2019 | 2020 | 2022 |